# Șerban Ghenea
Șerban Ghenea (Bucarest, 13 ottobre 1969) è un tecnico del suono rumeno naturalizzato canadese. Specializzato nel missaggio, Ghenea ha conquistato in carriera ventuno Grammy Award, a fronte di quarantacinque candidature.

## Biografia
Ghenea è nato in Romania e nel 1976 si è trasferito a Montreal con la sua famiglia. In seguito ha frequentato il John Abbott College, poi la Concordia University e poi la McGill University.
La carriera di Ghenea iniziò grazie a un incontro fortuito con Teddy Riley nel 1993, durante una visita alla sua ragazza (ora moglie), che portò Riley ad assumere Ghenea come tecnico di mixaggio e registrazione interna.  Nel corso della sua carriera, Ghenea ha lavorato con artisti della musica pop, tra cui Juice Wrld, Ariana Grande, Adele, Taylor Swift, The Weeknd, Demi Lovato, Bruno Mars, Britney Spears, Justin Timberlake, Doja Cat, Lil Nas X, Michael Jackson e Blackstreet.

## Premi e nomination
Ghenea ha vinto il suo primo Grammy nel 2004 alla 46ª edizione dei Grammy Awards per Justified di Justin Timberlake.
Ha vinto il Grammy Award per l'album dell'anno cinque volte: per 1989 (2014), Folklore (2020) e Midnights (2022) di Taylor Swift, 25 (2015) di Adele e 24K Magic (2016) di Bruno Mars. Ghenea ha anche vinto il Latin Grammy Award per l'album dell'anno, Fijación oral vol. 1  di Shakira, nel 2006.

## Vita privata
Ha un figlio, Alex, il quale è a sua volta un tecnico del suono. Ai Grammy Awards 2024, Șerban e Alex sono stati entrambi nominati nella categoria Best Pop Dance Recording.